# Krople anyżowe
Krople anyżowe (spirytus anyżowy, łac. Ammonii anisatus spiritus FP XIII, syn. Spiritus Ammonii anisatus, Liquor Ammonii anisatus, Ammonii anisati spiritus) – preparat galenowy do użytku wewnętrznego, sporządzany według przepisu farmakopealnego. W Polsce na stan obecny (2024) skład określa Farmakopea Polska XIII. Krople anyżowe są bezbarwnym, wodno-etanolowym roztworem salmiaku oraz olejku z biedrzeńca anyżu (Pimpinella anisum L.) o charakterystycznym zapachu spirytusowo-anyżowym.

## Skład
Skład preparatu jest różny w różnych krajach i ulegał zmianie w czasie. Wg Farmakopei Polskiej XIII krople anyżowe zawierają:
olejek biedrzeńca anyżu (Anisi aetheroleum) – 2 cz.
96% etanol – 40 cz.
chlorek amonu – 3  cz.
woda oczyszczona – 55  cz.
Olejek anyżowy rozpuszcza się w etanolu, a chlorek amonu w wodzie i miesza się oba roztwory. Na każde 100 cz. preparatu należy dodać 2 cz. talku, wytrząsnąć, pozostawić do odstania i przesączyć.
W dawniejszych przepisach zamiast chlorku amonu stosowano wodę amoniakalną, np. według FP III  z roku 1954 skład był następujący:
olejek anyżowy – 1 cz.
95% etanol – 24 cz.
10% woda amoniakalna – 5 cz.
Olejek anyżowy należało rozpuścić w spirytusie, dodać wodę amoniakalną i po 7 dniach przesączyć. Podobny skład ma preparat Liquor Ammonii anisatus stellatus wytwarzany współcześnie w Niemczech. Do jego produkcji używa się olejku Anisi stellati aetheroleum pochodzącego z innej odmiany anyżu, anyżu gwiaździstego.
Krople anyżowe nie mają monografii w Farmakopei Europejskiej, natomiast są ujęte w Farmakopeach innych krajów jako monografie narodowe.

## Zastosowanie
Krople anyżowe znajdują zastosowanie jako lek wykrztuśny w stanach zapalnych dróg oddechowych, przewlekłym zapaleniu oskrzeli, rozedmie płuc, a także (ze względu na właściwości spazmolityczne) we wzdęciach oraz stanach skurczowych przewodu pokarmowego.
Stosowane samodzielnie per se jako krople (3 × dz. 5–20 kropli  w ciepłym mleku lub herbacie po posiłkach) oraz służą do sporządzania leków recepturowych, np. wchodzą w skład stosowanej współcześnie mieszanki wykrztuśnej Liquor Pectoralis (wg Receptarium Polonicum).

## Wytwarzanie w Polsce
W Polsce krople anyżowe obecnie są produkowane zarówno przemysłowo (ZF Amara - jako surowiec farmaceutyczny Ammonii anisatus spiritus); mogą być także sporządzane jako preparat galenowy w zakresie receptury aptecznej.